# Shonigmatjon Shofayziyev
 Shonigmatjon Shofayziyev  (nacido el 30 de junio de 1993) es un tenista profesional uzbeko, nacido en la ciudad de Taskent, Uzbekistán.

## Carrera
Su mejor ranking individual es el N.º 869 alcanzado el 12 de mayo de 2014, mientras que en dobles logró la posición 863 el 12 de mayo de 2014.
No ha logrado hasta el momento títulos de la categoría ATP ni de la ATP Challenger Tour, aunque sí ha obtenido varios títulos Futures tanto en individuales como en dobles.